# Switch On
Switch On – ósmy minialbum południowokoreańskiej grupy Astro, wydany 2 sierpnia 2021 roku przez wytwórnię Fantagio Music. Płytę promował singel „After Midnight”. Minialbum został wydany w dwóch wersjach fizycznych: „On Version” oraz „Off Version”.
Sprzedał się w nakładzie 310 979 egzemplarzy w Korei Południowej (stan na grudzień 2021).

## Lista utworów
| CD | CD                                                         | CD                                                                              | CD                                                               | CD                       | CD      |
| Nr | Tytuł utworu                                               | Tekst                                                                           | Kompozycja                                                       | Aranżacja                | Długość |
| -- | ---------------------------------------------------------- | ------------------------------------------------------------------------------- | ---------------------------------------------------------------- | ------------------------ | ------- |
| 1. | „After Midnight”                                           | Cha Eun-woo (Astro), Kim Yeon-seo, Jinjin (Astro), Rocky (Astro), Kim Young-jin | Alysa, Carlyle Fernandes, Sean Michael Alexander, Sqvare         | Carlyle Fernandes, Alysa | 3:10    |
| 2. | „Baljagug (Footprint)” (kor. 발자국 (Footprint))           | Moon Bin (Astro), Su Kyung (Flying Lab)                                         | Nomasgood, Vendors (San), Joliker Leandre                        | Nomasgood                | 3:12    |
| 3. | „Waterfall”                                                | Mi Seong (Music Cube), Jinjin (Astro), Kim Su-jeong (Music Cube)                | Alysa, Phil Schwan, Sean Michael Alexander, Sqvare               | AlysaPhil Schwan         | 4:02    |
| 4. | „No-eul geulim (Sunset Sky)” (kor. 노을 그림 (Sunset Sky)) | MJ (Astro), Park Sang-min, Rocky (Astro), Jinjin (Astro)                        | MJ (Astro), Park Sang-min, Park Yong-hyun, Jabong, Moses Sun     | Park Yong-hyun           | 3:20    |
| 5. | „My Zone”                                                  | Jinjin (Astro), Rocky (Astro), Lee Jae-ni (Flying Lab)                          | Sam Carter, Nomasgood, Jinjin (Astro), Yoon San-ha (Astro)       | Nomasgood                | 3:21    |
| 6. | „Don't Worry”                                              | Cha Eun-woo (Astro), Jinjin (Astro), Rocky (Astro), Obros, Obros2               | Rocky (Astro), Obros, Obros2, Cha Eun-woo (Astro), Sean Oh, Yuki | Obros, Sean Oh           | 3:21    |

## Notowania
| Lista                      | Pozycja |
| -------------------------- | ------- |
| Gaon Weekly Album Chart    | 1       |
| Oricon Album Chart         | 2       |
| Billboard Japan Hot Albums | 31      |
| Five Music (Tajwan)        | 1       |

## Nagrody w programach muzycznych
| Program                | Data             | Źródło |
| ---------------------- | ---------------- | ------ |
| The Show (SBS MTV)     | 10 sierpnia 2021 | [ 9 ]  |
| Show Champion (MBC M)  | 11 sierpnia 2021 | [ 10 ] |
| Music Bank (KBS2)      | 13 sierpnia 2021 | [ 11 ] |
| Show! Music Core (MBC) | 14 sierpnia 2021 | [ 12 ] |